# 노키안 타이어

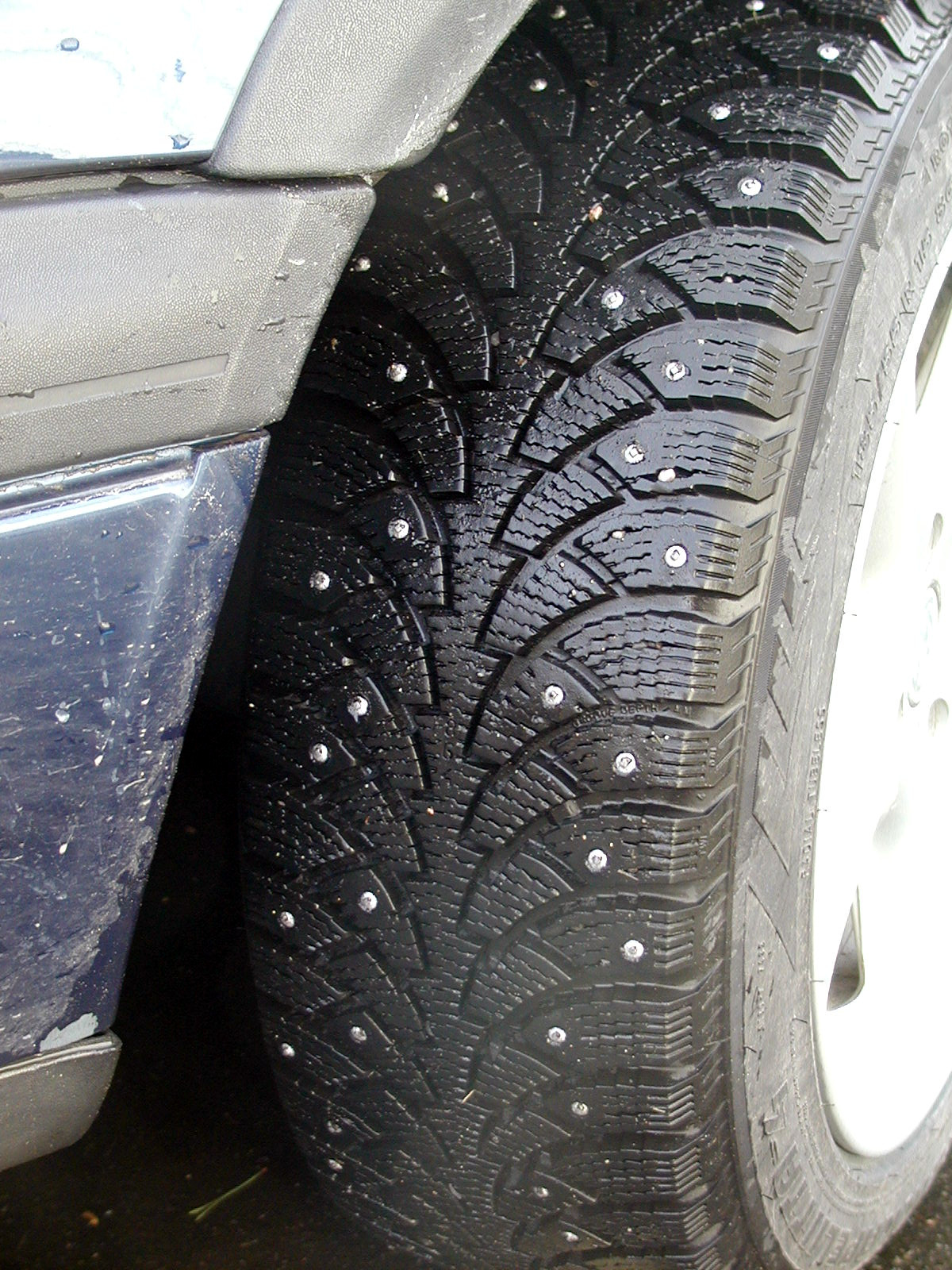
노키안의 윈터 타이어

노키안 타이어(Nokian Tyres, Nokian Renkaat Oyj)는 자동차, 트럭, 버스, 중장비를 위한 타이어를 생산하는 핀란드 노키아에 본사를 둔 기업이다. 윈터 타이어로 유명한 노키안은 자체 영구 윈터 타이터 테스트 시설을 갖춘 세계 유일의 타이어 제조업체이다. 이 기업의 Hakkapeliitta 브랜드는 핀란드에서 유명 상표로 인식된다.
1988년 설립되었다.